# Hans-Ulrich Rudel
Hans-Ulrich Rudel (Konradswaldau, 1916. július 2. – Rosenheim, 1982. december 18.) német repülőtiszt, a második világháború legeredményesebb német zuhanóbombázó-pilótája.

## Fiatalkora
A sziléziai Konradswaldau (ma: Mrowiny) faluban született. Szülei magas beosztású közhivatalnokok voltak. A tanulói évek nagyon kevés sikert hoztak a fiatal Rudel számára. Kemény küzdőszelleme és rendíthetetlen akarata leginkább a sport területén mutatkozott meg, amelyben szép eredményeket ért el. Iskolái befejezése után 1936-ban belépett a Luftwaffe kötelékébe. Először Ju 87 zuhanóbombázóra kért kiképzést, de kérelmét elutasították, és távolfelderítőnek képezték ki. A Lengyelország elleni hadművelet során még távolfelderítő feladatkörben hajtott végre bevetéseket. Harctéri teljesítményéért október 11-én másodosztályú vaskereszttel tüntették ki. Ekkor végre megkezdhette a zuhanóbombázó kiképzést, amelyet 1940 májusában előléptetéssel fejezett be. Rudel első éles bevetését, amelyet már Ju 87 Stukával repült, a Szovjetunió elleni Barbarossa hadművelet során harcolta végig 1941 júniusában.

## Első győzelmei
A következő hetek során oly sok bevetésen vett részt, annyi ellenséges harcjárművet semmisített meg, hogy kiérdemelte a Vaskereszt első osztályú fokozatát. Ulrich első igazán kimagasló győzelmét 1941. szeptember 23-án szerezte, mikor egységével a kronstadti kikötőben állomásozó Balti-tengeri Flotta egységeit támadták. A támadás során a pilóta egy pontos találattal elsüllyesztette a szovjet Marat csatahajót. „Megvan, eltaláltuk… minden bizonnyal a lőszerraktárt érte a bomba… Felrobban!” - számolt be a géppuskása.

## Csúcsponton
1941 karácsonyára Rudel már túl volt az 500. bevetésén, amely után ismét kitüntették. Az ekkor már tapasztalt pilótát a Luftwaffe vezérkara egy időre kivonta a frontszolgálatból, és kiképzési feladatokkal bízta meg. A Stuka‑kadétok oktatása viszont nem nyerte el a tetszését, így 1942 januárjában saját kérésére visszahelyezték a harcoló alakulatokhoz. Visszatérése után nem sokkal a Vaskereszt lovagkeresztjével tüntették ki és parancsnoki beosztást kapott. 1943 februárjában már túl volt az 1000. bevetésén, és lassan élő legendává, a német légierő propagandafigurájává vált. Az új Ju 87G típussal megszerzett első, harckocsi ellen elért győzelmét Rudel 1943 márciusában aratta Belgorod mellett, mikor egy szovjet T–34-est lőtt ki, ezzel is bebizonyítva a típus tankvadászi feladatokra való alkalmasságát. Az új repülőgép azonban nem csak páncélosok, hanem egyéb katonai járművek ellen is hatékonynak bizonyult: még javában zajlott a típus berepülése, mikor a fekete-tengeri flotta ellen végrehajtott támadás során 70 szovjet partraszálló járművet semmisített meg. Pár nappal később kimagasló harctéri teljesítményéért megkapta a tölgyfalombokat is a lovagkeresztjéhez. A korai sikerek meggyőzték a Luftwaffe vezérkarát és számos páncélvadász századot állítottak fel. Az új hadviselési módszer taktikájának kialakításával Rudelt bízták meg. Az általa kidolgozott módszer lényege az volt, hogy a pilóták hátulról repültek rá a célpontokra és a motortér burkolatát támadták, amely viszonylag gyengébb páncélozottsága okán képtelen volt ellenállni a 37 milliméteres lövedékeknek.

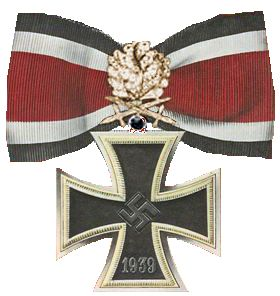
Rudel őrnagy lovagkeresztje

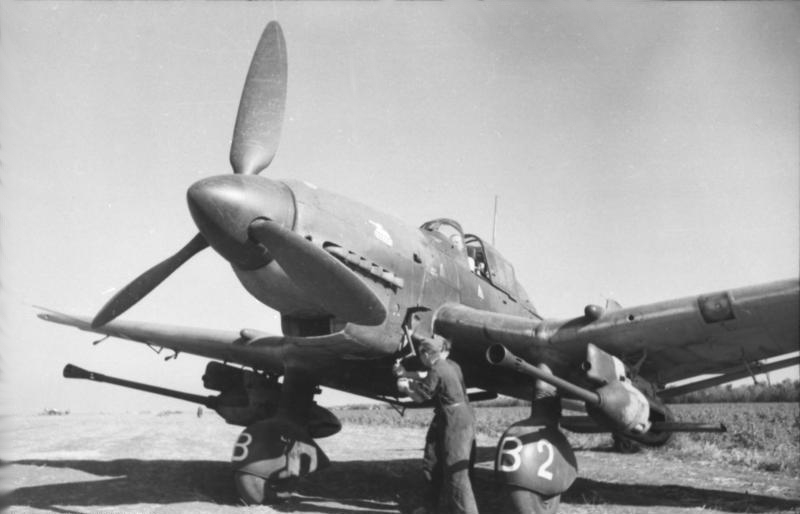
Rudel őrnagy gépe (Junkers Ju-87 „Stuka”), szárnyai alatt 37mm-es páncéltörő ágyúkkal. (A motort éppen kézi kurblival indítják)

1943 októberében megkapta a tölgyfalombokkal kiegészített Lovagkeresztjéhez a kardokat is, majd 1944 márciusában, miután sikerrel teljesítette az 1500. bevetését, őrnaggyá léptették elő.

## Egy hihetetlen akció
Rudel egységét mélyen a frontvonal mögött La–5 vadászok támadták meg, és kilőtték az egyik Stukát. A rádión leadott üzenetből világossá vált hogy a személyzet sértetlenül túlélte a kényszerleszállást. Rudel példát mutatva bátorságából leszállt az ellenség területén, hogy felvegye és a saját területükre, menekítse társait. A laza, felázott talajon a Ju 87 G már nem tudott felszállni így nem volt más lehetőségük, mint hogy gyalog menekülnek a német vonalak felé. A tiszt és bajtársai elérték a megáradt Dnyesztert. Nem volt más esélyük az életben maradásra, mint nekivetkőzni és belegázolni a 600 méter széles, hideg folyóba. Hans-Ulrichon kívül senki nem élte túl. Betegen és sebesülten, de egyedül Rudel érte el a német vonalakat. A tiszt visszatért egységéhez, ahol kitörő örömmel fogadták.

## Kitüntetései
Ulrich emberfeletti teljesítménye nem csak személyes környezetét, hanem feletteseit is lenyűgözte, így 1945 március 29-én, amikor a hadvezetés ismételten ki akarta tüntetni, rájöttek, hogy Rudel őrnagy már a legmagasabb katonai kitüntetést is megkapta. Ezért Adolf Hitler megalapította a Vaskereszt arany tölgyfalombokkal, kardokkal és gyémántokkal ékesített lovagkeresztje kitüntetést, amit végül egyedül csak Rudel kapott meg. A háborút ezredesként fejezte be.
Szintén egyedüli külföldiként kapta meg a Magyar Tiszti Arany Vitézségi Érmet bátorságáért.

## Balesete
A katonai előremenetel, úgy tűnt, hogy elérte a csúcspontot. Rudel azonban nem óhajtott kevésbé veszélyes beosztásba kerülni, ragaszkodott a frontszolgálathoz. A pilóta hihetetlen hozzáértését híven példázta, hogy egy hazánkban rendezett katonai bemutatón, amely elsősorban propagandacélokat szolgált, a férfi egyetlen lövéssel megsemmisített egy zsákmányolt T–34-es harckocsit. 1944. március 29-én bátorságáért ismételten kitüntették, méghozzá a direkt számára készített briliánsokkal, kardokkal és tölgyfalombokkal ékesített Lovagkereszt arany fokozatával. Rudel folytatta a harcot és további győzelmeket szerzett, ám 1945 februárjában súlyosan megsebesült, mikor egy légvédelmi löveg eltalálta a gépét. A kényszerleszállást követően tábori kórházba szállították, ahol az orvosok amputálták egyik lábát. Rudel azonban nem adta fel a küzdelmet, és miután egy berlini kórházban felépült súlyos sérüléseiből, megtanult műlábbal járni, és visszatért egységéhez. A legendás tiszt felettesei nem akarták bevetésre engedni, és az Immelmanról elnevezett 2. Schlachtgeschwader század parancsnokságát bízták rá, amely az egyik legeredményesebb tankvadászokat repülő német egység volt. Hans Rudel utoljára 1945. május 8-án emelkedett el a földtől szeretett Stukájával, mikor is átmenekítette életben maradt embereit a szovjetek által ellenőrzött területek felett, és megadta magát az amerikaiaknak.

## Eredményei
A hadtörténelem legeredményesebb csatarepülőgép-pilótája összesen 1000 katonai járművet, 150 tüzérségi egységet, 519 ellenséges harckocsit, 70 partraszálló járművet és 9 vadászgépet pusztított el, de az ő nevéhez fűződik a Marat csatahajó, illetve két másik haditengerészeti hajó (egy cirkáló és egy romboló) elsüllyesztése is, miközben 30 Stukát lőttek ki alóla. Rudel egymagában olyan súlyos károkat okozott a Vörös Hadsereg számára, hogy Sztálin példátlanul nagy összegű, 100 000 rubeles vérdíjat tűzött ki a fejére, a pilóta mégis túlélte a világháborút. Hans-Ulrich Rudel 1982-ben hunyt el Nyugat-Németországban. Földi maradványait Dornhausen temetőjében helyezték végső nyugalomra. „Csak azok az elveszett emberek, akik feladják saját magukat.”, mondta egykoron a pilóta, aki sohasem adta fel nézeteit: haláláig Adolf Hitler megrögzött híve maradt.

## A háború után
1948-ban a náci háború bűnösök menekülését segítő egyik ún. patkányvonalon Argentinába szökött, ahol a következő évtizedekben aktív tagja volt az oda menekült egykori birodalmi német vezetők közösségének, ami számára üzleti sikerekkel is járt.
1982. december 18-án halt meg Rosenheimban, és Dornhausenben temették el négy nappal később. Botrányt kavart, hogy a szemtanúk szerint a német légierő több Phantom és egy Starfighter típusú repülőgépe a sírja fölött vagy felé repült, hogy lerója kegyeletét. A német védelmi minisztérium vizsgálati jelentése azonban azt állította, hogy a kérdéses időpontban „szokásos kiképzési repülési műveletek” folytak, a katonai gépek nem tértek le az előírt pályáról, és „a falutól meglehetősen távol” repültek el. Azok, akik azt állították, hogy a repülőgépek a falu felett repültek el, „optikai csalódás áldozatai lettek”.

## Visszaemlékezései magyarul
- Stuka pilóta; előszó Douglas Bader; Garamond Hungaria Kft., Bp.–Veszprém, 2016